# 小行星5752
小行星5752（英語：5752）是一颗围绕太阳公转的小行星。1992年2月10日，川里信弘在上野原市发现了此天体。
这颗小行星的绝对星等为40.01302926650066等。